# Edson
Edson is een plaats (town) in de Canadese provincie Alberta en telt 8098 inwoners (2006).

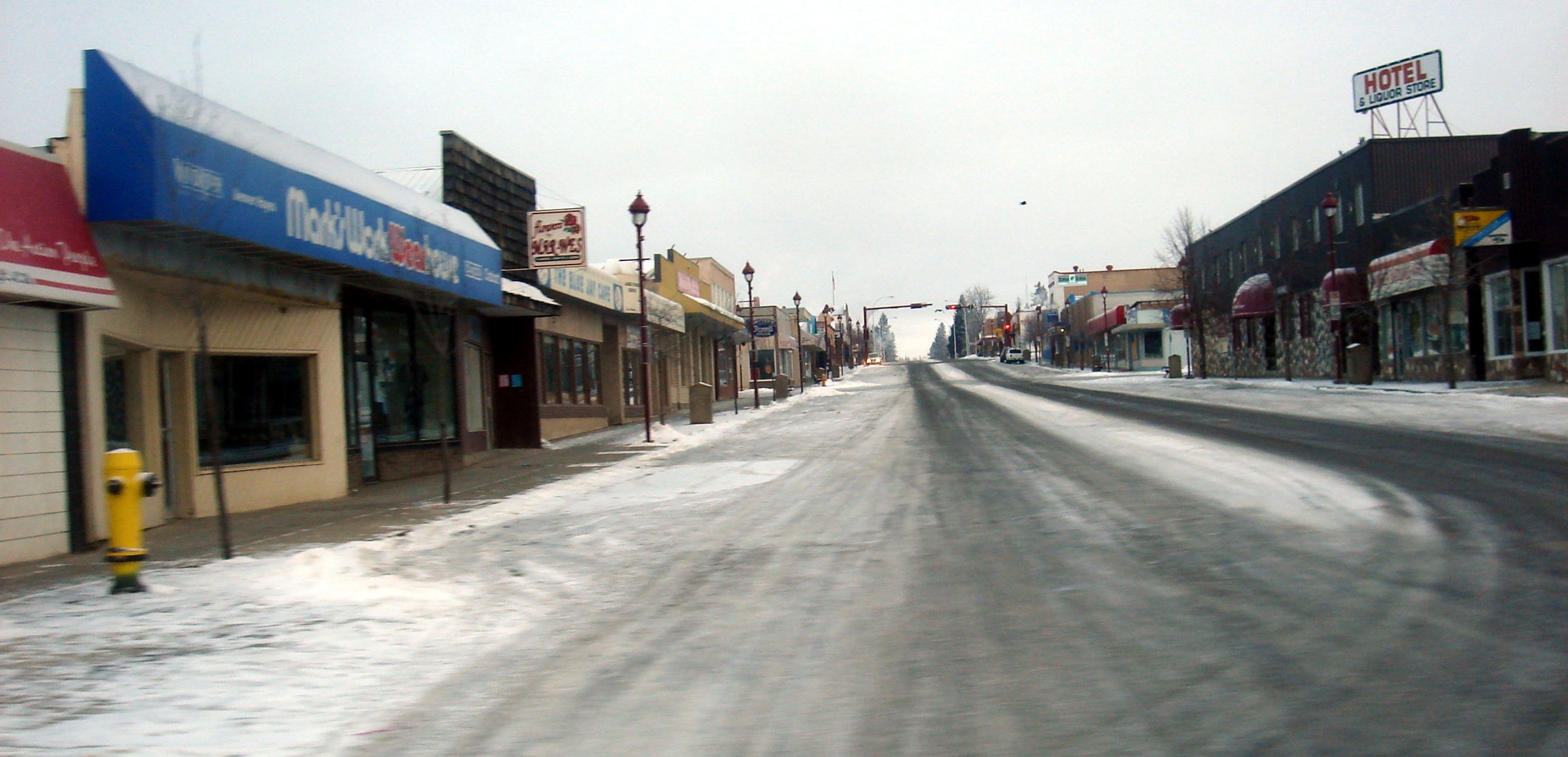
Hoofdstraat
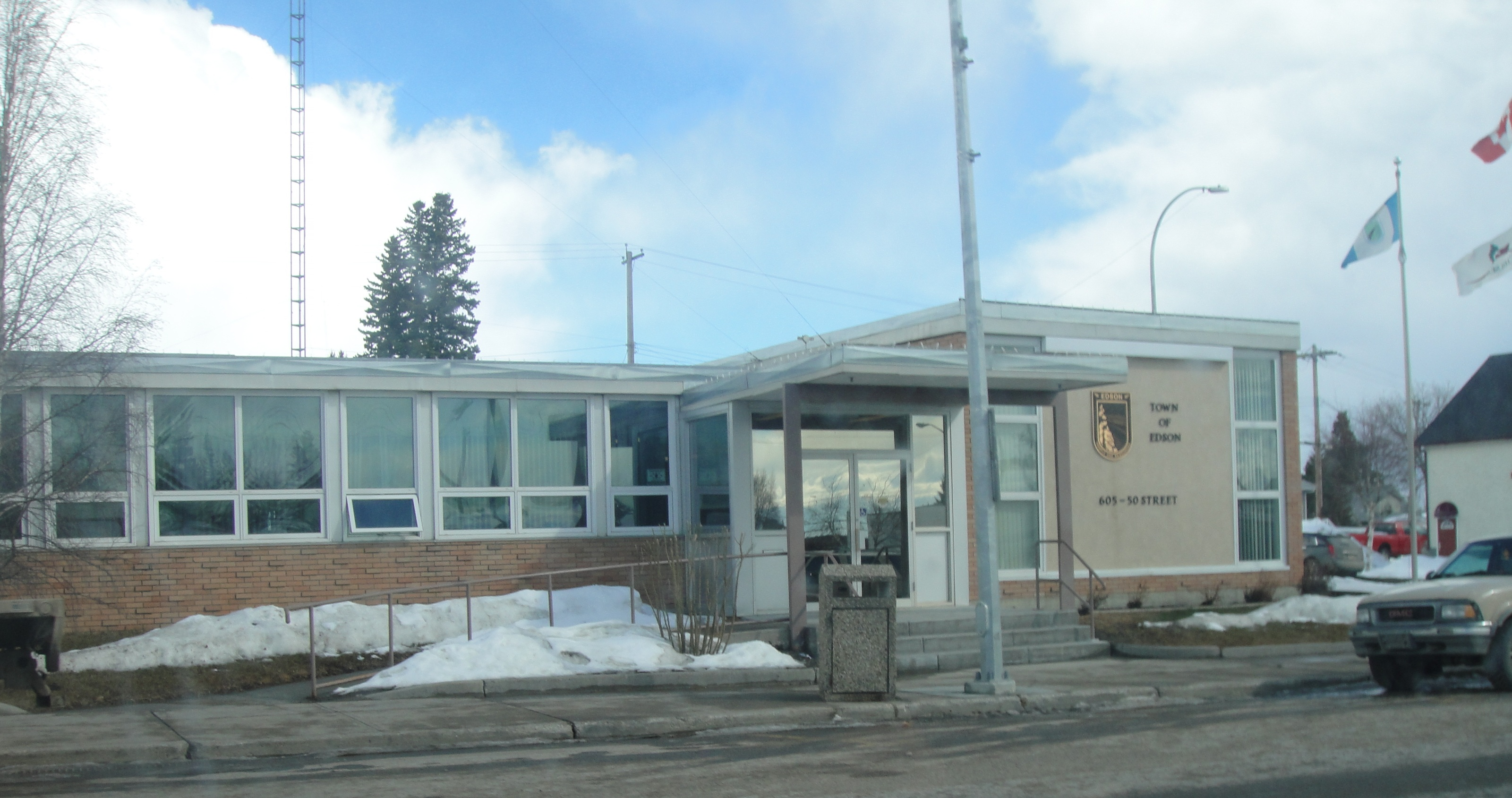
Gemeentehuis